# Kostolomci
Kostolomci är ett samhälle i Bosnien och Hercegovina.   Det ligger i entiteten Republika Srpska, i den östra delen av landet, 100 km öster om huvudstaden Sarajevo. Kostolomci ligger 668 meter över havet och antalet invånare är 185.
Terrängen runt Kostolomci är kuperad. Runt Kostolomci är det ganska tätbefolkat, med 104 invånare per kvadratkilometer.. Närmaste större samhälle är Abdulići, 6,4 km norr om Kostolomci. 
I omgivningarna runt Kostolomci växer i huvudsak lövfällande lövskog.